# Lechada de rejunte
La lechada de rejunte o lechada de rejuntado (ocasionalmente conocida como lechada borada en España) o con el anglicismo grout, es un fluido denso que se endurece al aplicarse y se utiliza en construcción, para rellenar huecos o como refuerzo en estructuras existentes. Generalmente se trata de una mezcla de agua y cemento que además, puede contener arena muy fina u otras sustancias que hagan que aumente la resistencia y evite la contracción al secado. Habitualmente se emplea en paredes de mampostería, conexión de secciones de hormigón prefabricado, relleno de huecos y sellado de juntas como las que hay entre baldosas. Los usos comunes de la lechada en el hogar incluyen el relleno de baldosas de pisos de ducha y baldosas de cocina. A diferencia de otras pastas estructurales como el yeso, la lechada correctamente mezclada y aplicada forma un sello resistente al agua.

## Características, aplicaciones y usos
Originalmente las lechadas de rejuntado se preparaban mediante mezcla de agua con cemento, que podía ser blanco o gris, en función del tipo de alicatado o solado a rejuntar. En los casos en que por alguna razón, generalmente de tipo estético, en que el espacio entre baldosas fuera de varios milímetros de ancho, a la lechada se le añadía una pequeña cantidad de arena fina, siempre en proporciones menores al peso correspondiente al cemento, muy lejos de las proporciones correspondientes al mortero. Este tipo de lechadas, denominadas cementosas sigue siendo, todavía, uno de los tipos de  lechada más populares, debido a su versatilidad, resistencia y durabilidad y en la actualidad se comercializan con una gran variedad de colores para que coincida con el aspecto de la baldosay con diferentes aditivos potenciadores que mejoran sus características y permiten conseguir a una mayor uniformidad de las propiedades endurecidas.La variedad con arena contiene arena de sílice finamente molida; la variedad sin arena es más fina y produce una superficie final más lisa. A menudo, sus características se mejoran con polímeros y/o látex.
Además de las lechadas para rejuntado de azulejos y baldosas, también se utilizan lechadas, casi siempre cementosas, para
- Material de inyección para anticorrosión y formación del bulbo de contacto con el terreno.
- Rellenar las juntas o para verter alrededor de los conductos.
- Para inyecciones en mejoras del terreno y nivelado de este.
- En micropilotes y anclajes.

## Mezclado
La lechada se prepara de forma similar a como se prepara la pasta de cemento tradicional, salvo que en el caso de las lechadas la proporción de agua es mayor y la de arena o no se incluye o es proporcionalmente muy baja. El mezclado se hace con una morterera o una buena mezcladora manual, que asegure calidad y homogeneidad. Las hormigoneras, de mayor tamaño, no generan una cortante dentro del material por lo cual no asegura una mezcla homogénea. Mezclar con una hormigonera requiere más agua y por lo tanto baja la resistencia del material.